# Batykivscsina
A Batykivscsina (ukránul:Батьківщина) (magyarul: Haza) egy ukrajnai politikai párt. 1999-ben alakult meg. Vezetője a korábban kétszer is miniszterelnöki pozíciót betöltő  Julija Timosenko. A párt adta az ideiglenes elnököt, Olekszandr Turcsinovot, illetve Arszenyij Petrovics Jacenyuk miniszterelnököt. 

## Előzményei
Az alappárt a Julija Timosenko Blokk volt, de 2011-ben betiltották a blokkok indulását a választásokon, így alakult meg a Batykivscina, amely a mai napig is meghatározó eleme az ukrán politikai életnek. Haza Összukrán Tömörülésnek is szokták nevezni a pártot.